# Shy Away
"Shy Away" é uma canção gravada pelo duo musical estadunidense Twenty One Pilots para seu sexto álbum de estúdio, Scaled and Icy (2021). Foi escrita e produzida por Tyler Joseph. Foi lançada através da Fueled by Ramen em 7 de abril de 2021, como primeiro single do álbum. Um videoclipe foi lançado simultaneamente com o single, dirigido por Miles Cable e AJ Favicchio.

## Antecedentes e desenvolvimento
A canção foi escrita e produzida por Tyler Joseph em seu estúdio caseiro como uma forma de tutorial para seu irmão mais novo, Jay Joseph, sobre como operar todas as fases de uma canção durante o processo de gravação (escrita, composição, produção). Tyler também explorou elementos na guitarra elétrica para a canção, que foi um instrumento não muito usado por ele, anteriormente usado pela primeira vez em "Level of Concern". Durante a gravação, a filha de Joseph fez um barulho que ele, então, decidiu manter na canção.
A canção foi desenvolvida virtualmente entre os membros da banda devido a pandemia de COVID-19. Foi lançada dois dias após o anúncio de Scaled and Icy, o sexto álbum de estúdio da banda.

## Videoclipe
O videoclipe de "Shy Away" foi lançado simultaneamente com o single. Foi dirigido por Miles Cable e AJ Favicchio. O vídeo foi filmado dez dias antes de seu lançamento, em 29 de março de 2021, em Tampa, Flórida.

## Posições nas tabelas musicais
| Tabela musical (2021)                                   | Melhor posição |
| ------------------------------------------------------- | -------------- |
| Áustria (Ö3 Austria Top 75)                             | 57             |
| Bélgica (Ultratip Bubbling Under de Flandres)           | 14             |
| Canadá (Canadian Hot 100)                               | 67             |
| República Checa (Rádio Top 100)                         | 58             |
| República Checa (Singles Digitál Top 100)               | 35             |
| Eslováquia (Singles Digitál Top 100)                    | 38             |
| Estados Unidos (Billboard Hot 100)                      | 87             |
| Estados Unidos (Billboard Adult Alternative Songs)      | 35             |
| Estados Unidos (Billboard Alternative Airplay)          | 1              |
| Estados Unidos (Billboard Hot Rock & Alternative Songs) | 7              |
| Estados Unidos (Billboard Rock Airplay)                 | 1              |
| Mundo (Billboard Global 200)                            | 73             |
| Hungria (Stream Top 40)                                 | 32             |
| Irlanda (IRMA)                                          | 14             |
| Lituânia (AGATA)                                        | 36             |
| Nova Zelândia (Hot Singles – RMNZ)                      | 9              |
| Reino Unido (UK Singles Chart)                          | 56             |
| Suécia (Heatseeker – Sverigetopplistan)                 | 11             |
| Suíça (Schweizer Hitparade)                             | 90             |